# Crumlin-Viadukt
Das Crumlin-Viadukt war ein Eisenbahnviadukt hoch über dem Ort Crumlin, Caerphilly County Borough, Südwales, das die Zweigstrecke Taff Vale Extension der Newport, Abergavenny and Hereford Railway (NA&HR) über den Ebbw River führte, einer Strecke für die Kohlenzüge zwischen den südwalisischen Bergwerken und dem Hafen in Newport.
Das 1857 eröffnete Viadukt war wohl die erste hohe Eisenbahnbrücke, bei der sowohl die Brückenträger als auch die Pfeiler aus Eisen gefertigt waren. Das 61 m hohe Bauwerk war das höchste Eisenbahnviadukt Großbritanniens. Seine Planung soll von der 71 m hohen hölzernen Portage Bridge in den USA beeinflusst worden sein. 1964 wurde es im Rahmen des Streckenschließungsprogramms der britischen Regierung (Beeching Axe) geschlossen und anschließend abgebaut.

## Beschreibung
Das Crumlin-Viadukt war wohl die erste hohe Eisenbahnbrücke, bei der sowohl die Brückenträger als auch die Pfeiler aus Eisen gefertigt waren. Das insgesamt 504 m (1658 ft) lange Bauwerk bestand aus einer Brücke mit sieben Feldern und sechs Pfeilern über das Ebbw-Tal und einer kürzeren Brücke mit drei Feldern und zwei Pfeilern über ein kleines Seitental. Dazwischen lag ein kurzer, flacher Hügel, der beiden Brücken als Widerlager diente.
Alle Pfeiler hatten Achsabstände von 46 m (150 ft). Sie bestanden jeweils aus 14 runden Gusseisensäulen, die durch diagonale und horizontale schmiedeeiserne Verstrebungen versteift wurden. Im Tal standen die Pfeiler auf einem rund drei Meter hohen Mauerwerkssockel mit einer Betonbodenplatte, an den Hängen gründeten die Pfeiler unmittelbar auf dem dort anstehenden Fels. Die Fahrbahnträger waren aus einer schmiedeeisernen Fachwerkkonstruktion.

## Geschichte
In der Ausschreibung von 1852 setzte sich die von Thomas Kennard angebotene Brücke mit einem von ihm entwickelten, abgewandelten Warren-Fachwerk gegenüber einer Gitterträgerbrücke durch. Die Gusseisen-Teile wurden in Kennards eigenen Falkirk-Eisenwerken hergestellt und mit Kanalschiffen und der Eisenbahn zur Baustelle transportiert. Die meisten Schmiedeeisen-Teile kamen aus der nahen Blaenavon Iron and Coal Company seines Vaters. Insgesamt wurden rund 1300 Tonnen Schmiedeeisen und 1250 Tonnen Gusseisen verarbeitet.
Für den Bau der Brücke hatte sich Kennard in Crumlin ein Haus gebaut, wo er wohnte und die Arbeiten überwachen konnte.
Auf der Baustelle war ein Montagewerk eingerichtet worden, in dem möglichst große Teile vorgefertigt wurden, die dann mit Flaschenzügen und dampfbetriebenen Seilwinden an den Einbauort gehoben wurden.
Im Dezember 1853 wurde der erste Träger montiert, im Mai 1857 wurde die weitgehend fertige Brücke mit sechs Lokomotiven und mit Sand beladenen Anhängern getestet. Am 1. Juni 1857 fand die feierliche Eröffnung statt, an der geschätzte 20.000 Personen teilnahmen.
Anfänglich gab es Probleme mit der Längsausdehnung der Fahrbahnträger, insbesondere in den heißen Sommern von 1859 und 1865, weshalb das hölzerne Brückendeck durch schmiedeeiserne Platten ersetzt wurde, was die Probleme beseitigte.
Bis 1928 blieb das Viadukt unverändert, dann reduzierte man das ursprünglich zweigleisige Viadukt wegen der gestiegenen Transportlasten auf eingleisigen Verkehr. Abgesehen von den Anstricharbeiten alle fünf Jahre waren keine größeren Wartungs- oder Reparaturarbeiten notwendig, weshalb das Crumlin-Viadukt auch als eine der kostengünstigsten Brücken bezeichnet wurde.
Kurz vor Beginn der Abbrucharbeiten drehte Universal Studios einige Szenen des Films Arabeske mit Sophia Loren und Gregory Peck auf dem Crumlin-Viadukt.